# Мелані де Хесус дус Сантус
Мелані де Хесус дус Сантус (фр. Mélanie de Jesus dos Santos, нар. 5 березня 2000, Шельшер) — французька гімнастка. Абсолютна чемпіонка Європи, багаторазова чемпіонка та призерка чемпіонатів Європи. Учасниця Олімпійські ігор 2020 у Токіо, Японія.

## Біографія
Народилась в Шельшері, Мартиніка, на французькому острові в Карибському морі Атлантичного океану. Батько з двома сестрами постійно проживає в Португалії, мати - на Мартиніці. Бачить рідних лише під час короткотривалих канікул.

## Спортивна кар'єра
Секцію зі спортивної гімнастики почала відвідувати в п'ятирічному віці в Фор-де-Франс, Мартиніка. В 2013 році переїхала на континентальну територію Франції та стала членкинею юніорської збірної Франції. В 2016 році приєдналась до спортивного клубу в Сент-Етьєні, де тренується у Еріка та Монік Хагар в групі разом з Лорет Шарпі та Алін Фрієз.

#### 2015
Під час кваліфікації на Європейському юнацькому олімпійському фестивалі при приземленні отримала повний розрив хрестоподібної зв'язки коліна, була прооперована. Повернулась до тренувань через дев'ять місяців у квітні 2016 року.

#### 2017
На дебютному в дорослій збірній Франції чемпіонаті Європи здобула бронзову нагороду в багатоборстві.
На чемпіонаті світу, що проходив у жовтні в Монреалі, в багатоборстві посіла п'яте місце, до фіналів в окремих видах не кваліфікувалась.

#### 2018
На чемпіонаті Європи в Глазго, Велика Британія, виграла срібло в команді та здобула перемогу у вільних вправах.
В Досі, Катар, на чемпіонаті світу разом з Джульєт Боссу, Марін Буає, Лорет Шарпі та Луїзою Ванхіль посіла п'яте місце, що стало найкращим результатом в історії жіночої збірної Франції. В фіналі багатоборства та у вільних вправах стала шостою.

#### 2019
Незважаючи на те, що під час тренування на різновисоких брусах у січні травмувала підмізинний палець лівої руки, у квітні на чемпіонаті Європи здобула впевнену перемогу в багатоборстві та стала другою в історії Франції абсолютною чемпіонкою Європи після Марін Дебо у 2005 році. У фіналі вільних вправ здобула друге золото, а на колоді - срібло.
На чемпіонаті світу 2019 року у командному фіналі разом з Марін Буає, Алін Фрієз, Лорет Шарпі та Клер Понтлево посіли п'яте місце, чим не лише повторили найкращий результат в історії жіночої збірної Франції, але й здобули командну олімпійську ліцензію на Літні Олімпійські ігри 2020 у Токіо, Японія. в фіналі багатоборства допустила багато помилок та фінішувала на 20 місці, що стало найгіршим в кар'єрі результатом чемпіонатів світу. В фіналах вправ на колоді та у вільних вправах стала п'ятою.

#### 2021
На чемпіонаті Європи у швейцарському Базелі здобула першу в кар'єрі перемогу у вправі на колоді.
2022
У квітні оголосила, що буде тренуватися в США в академії World Champion Center Сімони Байлс у Г'юстоні, Техас, під керівництвом тренерів Сесіль Канкето-Ланді та Лорана Ланді.

## Результати на турнірах
| Рік  | Змагання                                     | КБ | ІБ | Опорний стрибок | Різновисокі бруси | Колода | Вільні вправи |
| ---- | -------------------------------------------- | -- | -- | --------------- | ----------------- | ------ | ------------- |
| 2015 | Європейський юнацький олімпійський фестиваль | 6  |    |                 |                   |        |               |
| 2017 | Чемпіонат Європи                             |    | 3  |                 | 8                 |        |               |
| 2017 | Чемпіонат світу                              |    | 5  |                 |                   |        |               |
| 2018 | Чемпіонат Європи                             | 2  |    |                 |                   | 4      | 1             |
| 2018 | Чемпіонат світу                              | 5  | 6  |                 |                   |        | 6             |
| 2019 | Чемпіонат Європи                             |    | 1  |                 | 7                 | 2      | 1             |
| 2019 | Чемпіонат світу                              | 5  | 20 |                 |                   | 5      | 5             |
| 2020 | Тестові змагання Франції                     |    | 1  |                 |                   |        |               |
| 2021 | Чемпіонат Європи                             |    |    |                 |                   | 1      |               |
| 2021 | FIT Challenge                                | 1  | 1  |                 | 2                 |        |               |
| 2021 | Олімпійські ігри                             | 6  | 11 |                 | 6                 |        |               |
| 2024 | Кубок виклику в Анталії                      |    |    |                 | 1                 |        | 3             |
| 2024 | Кубок виклику в Осієці                       |    |    |                 | 1                 | 2      | 1             |